# Philip Gidley King
Kaptajn Philip Gidley King (23. april 1758 – 3. september 1808) var den tredje guvernør i New South Wales og gjorde en stor indsats, trods mange problemer, for at civilisere den nye koloni.
Da den Første Flåde ankom i januar 1788, fik King til opgave at kolonisere øen Norfolk Island mere end 1.400 kilometer øst for det australske fastland. 12 år senere blev han ny guvernør i New South Wales. Han støttede udviklingen af dyrehold, hvalfangst og minedrift, byggede mange skoler og startede koloniens første avis. Konflikter med militæret nedbrød ham dog og førte til, at han tog sin afsked.

## Tidlige år og bosættelsen af Norfolk Island
Philip Gidley King blev født i Launceston, England 23 april 1758, som søn af manufakturhandler Philip King og barnebarn af Exeter advokaten John Gidley. Han gik ind i den britiske flåde, Royal Navy, som 12-årig og blev løjtnant i 1778. King tjente under Arthur Phillip, som udnævnte ham til sekondløjtnant på HMS Sirius på ekspeditionen, der skulle oprette en straffekoloni i New South Wales. Ved ankomsten i januar 1788 blev King valgt til lede en lille gruppe af straffefanger og vagter, der skulle grundlægge en bosættelse på Norfolk Island. Allerede 14. februar 1788 forlod King Sydney ombord på HMS Sirius.
6. marts 1788 gik King og hans gruppe i land med stort besvær, da der ikke var nogen naturlig havn. De gik straks i gang med at bygge hytter, rydde land og plante afgrøder under vanskelige forhold. Flere straffefanger blev sendt til øen, hvilket skabte en del problemer. Tidligt i 1789 forhindrede han et mytteri. Nogle af straffefangerne havde planlagt at tage ham og de andre officerer til fange og flygte på det første skib, som ankom. Mens han var kommandant på Norfolk Island, havde King et forhold til den kvindelige straffefange Ann Inett, som han fik to børn med. Deres første søn, født 8. januar 1789, blev kaldt Norfolk. (Han blev senere den første australskfødte officer i Royal Navy og kaptajn på skonnerten Ballahoo.) En anden søn blev født i 1790 og fik navnet Sydney.
Sirius blev slået til vrag ved Norfolk Island i marts 1790. Herefter forlod King øen og rejste tilbage til England for at rapportere om problemerne i bosættelserne i New South Wales. Ann Inett blev i Sydney med de to drenge. Hun giftede sig i 1792 med en anden mand og levede derefter et komfortabelt og respektabelt liv i kolonien. King, som formentligt havde arrangeret ægteskabet, arrangerede også, at deres to sønner blev uddannet i England, hvor de blev officerer i flåden. Da han var i England, giftede han sig med Anna Josepha Coombe (hans kusine) 11. marts 1791. Kort efter returnerede han på HMS Gorgon for at blive guvernør-løjtnant på Norfolk Island til en årsløn på £250. Kings første legitime barn, Phillip Parker King, blev født der i december 1791, og fire døtre fulgte efter.
Da han kom tilbage til Norfolk Island, fandt King en dybt oprørt befolkning på næsten tusinde efter den meget strenge ledelse af hans afløser major Robert Ross. King startede med stor entusiasme på at forbedre situationen. Han opmuntrede bosætterne, som var både frigivne straffefanger og tidligere søfolk, og lyttede til deres ønsker om lønninger og priser. I 1794 var øen selvforsynende med korn og overskydende grise kunne sendes til Sydney. Der var mange, som klarede sig uden hjælp fra myndighedernes lagre, og få bosættere ønskede at forlade øen. I februar 1794 blev King ubegrundet anklaget af medlemmer af militærets New South Wales Corps på Norfolk Island, som mente, han dømte dem for hårdt og de tidligere straffefanger for mildt, når der opstod konflikter. Da deres opførsel nærmede sig mytteri, sendte King tyve af dem til Sydney, så de kunne dømmes af en krigsret. I Sydney annullerede guvernørløjtnant Francis Grose Kings beslutninger og udstedte ordrer, som gav militæret en illegal autoritet over den civile befolkning. Grose undskyldte senere, men konflikter med militæret blev ved med at plage King.

## Guvernør i New South Wales
Da han led af gigt, sejlede King tilbage til England i oktober 1796. Da han havde genvundet sit helbred og gennemoptaget sin karriere i flåden, blev han udnævnt til at erstatte  John Hunter som den tredje guvernør i New South Wales. King blev guvernør 28. september 1800. Han udnævnte major Joseph Foveaux til ny guvernørløjtnant på Norfolk Island. Hans første opgave var at prøve at stoppe den ulovlige handel med spiritus, især rom, som officerer i New South Wales Corps stod bag. Han prøvede at begrænse importen af spiritus og begyndte byggeriet af et bryggeri. Det lykkedes ham dog ikke, at få den illegale spiritusfremstilling under kontrol. Det var også svært for ham, at få straffefanger til arbejde i deres fritid for andet end spiritus. Han blev til stadighed mødt med militær arrogance og ulydighed fra New South Wales Corps. Da han sendte en anklaget officer, John Macarthur, tilbage til England, fordi King ønskede, han skulle stilles for en krigsret, fik han ingen støtte.
King havde nogen succes. Hans reguleringer af priser, lønninger, arbejdstider, finansielle aftaler og ansættelse af straffefanger, hjalp småbønderne og reducerede antallet af mennesker, der var afhængige af myndighedernes lagre. Han støttede byggeriet af barakker, værfter, broer, huse med mere. Koloniregeringens dyrehold blev kraftigt forøget, og King støttede også eksperimenter med vin, tobak, bomuld, hamp og indigo. Hval- og sælfangst forsynede kolonien med olie og skind, og man begyndte at grave efter kul. Han interesserede sig for uddannelse og grundlagde skoler, der kunne uddanne håndværkere. Han støttede vaccination mod kopper, tog godt mod missionærer og prøvede at holde fred med de indfødte. Han beordrede udgivelsen af Australiens første bog, New South Wales General Standing Orders og støttede den første avis Sydney Gazette. I hans guvernørtid kortlagde man Bass Strait og Western Port, opdagede Port Phillip etablerede nye bosættelser i Hobart og Port Dalrymple i Van Diemens Land.
King havde sin egen livvagt. Sydney var en straffekoloni og især de rebelske politiske fanger fra Irland kunne udgøre en særlig risiko. Han ønskede ikke, at de frigivne fanger skulle være i unåde. Han gav ansvarsfulde positioner til tidligere straffefanger, regulerede rettighederne for tjenestefolkene. Han grundlagde også 'ticket of leave' systemet, hvor straffefanger blev belønnet for god opførsel med deres frihed, dog uden ret til at forlade kolonien. Selvom han direkte profiterede af en række handler, kvægsalg og uddeling af jord, var det kun i beskedent omfang sammenlignet med mange af hans underordnede. I marts 1804 kvalte han et fangeoprør i Castle Hill. Tiltagende konflikter med militæret førte til, at han opsagde sin stilling. Han blev efterfulgt af William Bligh i 1806 og vendte tilbage til England. Her svigtede helbredet, og han døde 3. september 1808.
Selvom han arbejdede hårdt for at forbedre vilkårene i New South Wales, og han efterlod kolonien i en langt bedre stand, end han fandt den, så blev hans omdømme ramt af konflikterne med de illoyale officerer og sammen med sygdom og de generelt svære betingelser, sled det ham ned. Af alle personer, som var med den Første Flåde, er det måske Philip Gidley King, der har ydet det største bidrag til koloniens tidlige år.